# Шаговина Церничка
Шаговина Церничка је насељено место у саставу општине Церник у Бродско-посавској жупанији, Република Хрватска.

## Историја
До територијалне реорганизације у Хрватској налазила се у саставу старе општине Нова Градишка.

## Становништво
На попису становништва 2011. године, Шаговина Церничка је имала 312 становника.

## Попис1991.
На попису становништва 1991. године, насељено место Шаговина Церничка је имало 354 становника, следећег националног састава:
| Попис 1991.‍  | Попис 1991.‍  | Попис 1991.‍ | Попис 1991.‍ | Попис 1991.‍ |
| ------------ | ------------ | ----------- | ----------- | ----------- |
|              |              |             |             |             |
| Хрвати       | Хрвати       |             | 344         | 97,17%      |
| Срби         | Срби         |             | 5           | 1,41%       |
| неопредељени | неопредељени |             | 2           | 0,56%       |
| непознато    | непознато    |             | 3           | 0,84%       |
| укупно: 354  |              |             |             |             |